# Sheina Macalister Marshall

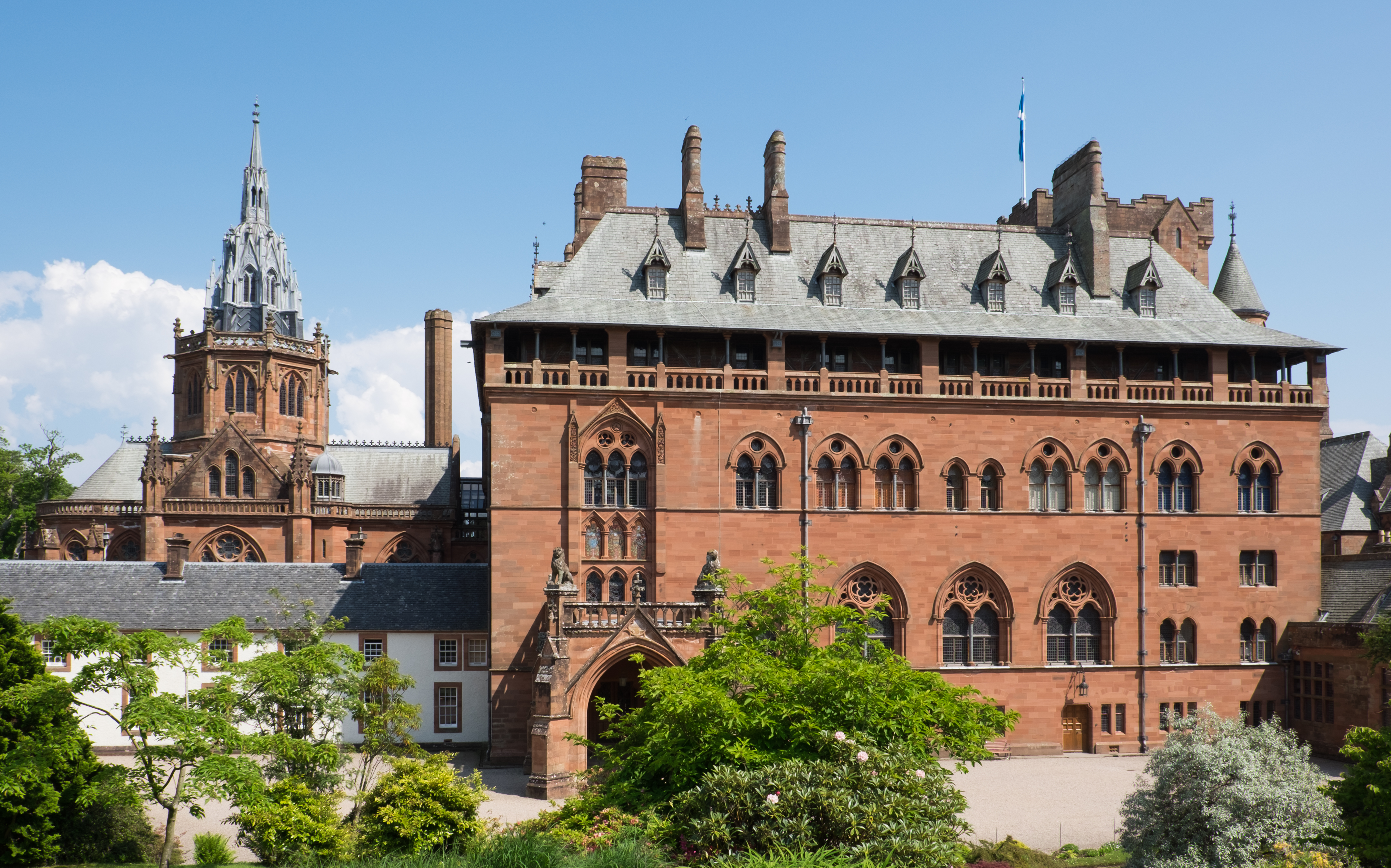
Casa Mount Stuart

Sheina Macalister Marshall (20 d'abril de 1896 - 7 d'abril de 1977) va ser una biòloga marina escocesa que va dedicar la seva vida a l'estudi del plàncton vegetal i animal. Va ser una autoritat sobre el copèpode Calanus. Va treballar a l'Estació Biològica Marina de Millport, Cumbrae a Escòcia entre 1922 i 1964.

## Carrera
El 1922, va treballar a l'Estació Biològica Marina de Millport, a l'illa de Cumbrae, on va treballar la resta de la seva vida. De 1928 a 1929 Marshall va viatjar amb Frederick Stratten Russell i JS Colman a l'expedició de la Gran Barrera de Corall dirigida per Maurice Yonge.
Marshall va estudiar la cadena alimentària marina, en particular els copèpodes. Això es va convertir en l'obra de la seva vida. Va col·laborar durant gairebé 40 anys amb el químic Andrew Picken Orr . Junts van estudiar el plàncton i el fitoplàncton al riu Clyde, al llac Striven i als voltants. Junts van ser autors de diversos llibres i molts articles.
El 1934 Marshall va rebre el doctorat en ciències per la Universitat de Glasgow.
A la dècada de 1940 va treballar amb Lillie Newton i Elsie Conway així com amb Orr per desenvolupar algues de tot el Regne Unit com a font d'agar amb finalitats farmacèutiques, ja que la Segona Guerra Mundial va impedir les importacions de les fonts tradicionals d'agar de l'Orient Mitjà. També va examinar l'efecte dels fertilitzants sobre la productivitat marina al llac Craiglin.
Es va jubilar com a subdirectora de l'Estació l'any 1964 després d'haver estat nomenada per a aquest càrrec a la mort d'Orr, l'anterior titular, el 1962. Tanmateix, hi va continuar investigant com a membre honorari.
Entre 1970 i 1971 va assistir a la Scripps Institution of Oceanography als Estats Units i el 1974 va visitar l' Estació Marina de Villefranche-sur-Mer a França. El 1987 va publicar una història de l'Estació Marina.

## Primers anys, educació i família
Sheina Marshall va néixer el 20 d'abril de 1896 a Rothesay, Escòcia, era la segona dels tres fills, de Jean Colville (Binnie de soltera, nascuda el 1861/2) i de John Nairn Marshall (nascut el 1860) de la Casa Mount Stuart. El pare de Marshall, un metge general, tenia un interès per la història natural i va animar l'interès de les seves filles pel tema.
Inicialment, Marshall va ser educada per institutrius, després va assistir a l'Acadèmia Rothesay i a l'escola St. Margaret de Polmont . El 1914 va ingressar a la Universitat de Glasgow per estudiar una llicenciatura en zoologia, botànica i fisiologia. Després d'una interrupció en els seus estudis a causa de la Primera Guerra Mundial es va graduar amb honors el 1919. Va tenir una beca Carnegie a la Universitat de 1920 a 1922 i va treballar amb el professor de zoologia, John Graham Kerr.
Fora de la seva feina li agradava caminar, viatjar a l'estranger, la costura, la poesia i la música. Es considerava hospitalària, digna i generosa.
Va morir d'un atac de cor a l'Hospital Lady Margaret, Millport, Cumbrae el 7 d'abril de 1977. Va llegar la seva casa de Millport als directors de Millport.
Les seves germanes eren Margaret Marshall, matrona de la Royal Infirmary d'Edimburg i Dorothy Nairn Marshal, conservadora del museu a Bute.

## Honors
El 1949 Marshall, juntament amb Ethel Dobbie Currie, es van convertir en les primeres dones a ser elegides Fellows de la Royal Society of Edinburgh. Els seus proposants van ser Sir John Graham Kerr, James Ritchie, Sir Maurice Yonge, Charles Wynford Parsons i Andrew Orr. Va ser guardonada amb el premi Neill de la societat el 1971. El 1963 va ser escollida membre de la Royal Society de Londres.

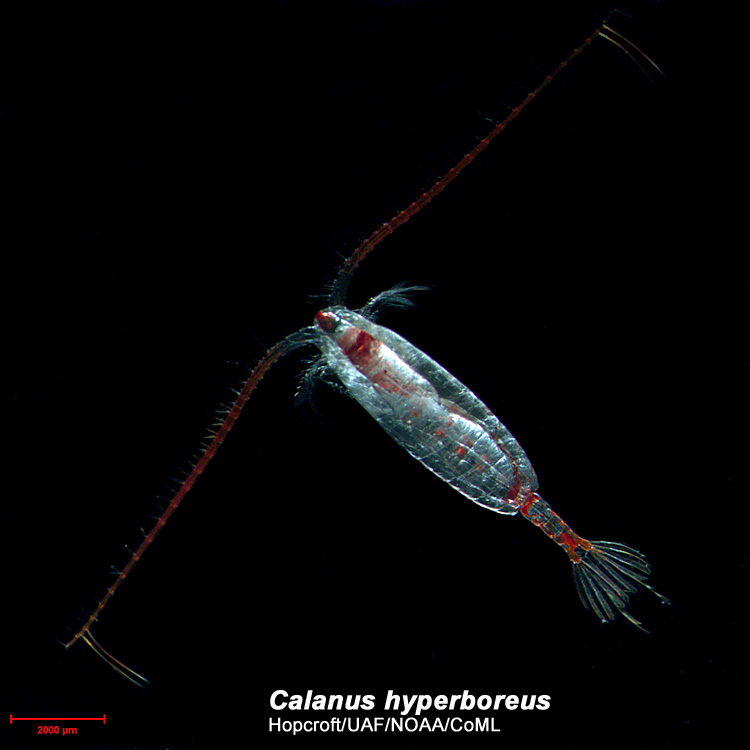
Calanus hyperboreus

Va rebre l'Ordre de l'Imperi Britànic el 1966. El 1977 va rebre un títol honoris causa de la Universitat d'Uppsala, Suècia.
En honor seu l'edifici d'ensenyament de l'Associació Escocesa de Ciències Marines de Dunbeg va rebre el seu nom el 2010.

## Obres
Marshall va escriure més de 60 articles científics.
- 'The Food of Calanus finmarchicus during 1923', Journal of the Marine Biological Association of the UK, vol. 12 (1924), 473-79.
- Sobre la biologia de Calanus finmarchicus. VIII., 1955 (amb Andrew Picken Orr)
- La biologia d'un copèpode marí, 1955 (amb Andrew Picken Orr)
- "Respiració i alimentació en copèpodes", Avenços en biologia marina, 1973
- Un relat de l'estació marina de Millport, 1987